# Rodrigo Kenton
Rodrigo Kenton Johnson (ur. 5 marca 1955) – kostarykański piłkarz występujący na pozycji napastnika. Trener piłkarski.

## Kariera piłkarska
Jako piłkarz Kenton grał w zespołach AD Limonense, Deportivo Saprissa, AD Ramonense, Puntarenas FC, Sagrada Familia FC, AD Guanacasteca, AD San Carlos oraz ponownie AD Guanacasteca, gdzie w 1989 roku zakończył karierę.

## Kariera reprezentacyjna
Jako trener Kenton prowadził CS Herediano, LD Alajuelense, reprezentację Kostaryki U-23, dwukrotnie pierwszą reprezentację Kostaryki oraz reprezentację Gwatemali U-23.
W 2004 roku z Kostaryką U-23 wziął udział w Letnich Igrzyskach Olimpijskich, zakończonych przez jego drużynę na ćwierćfinale. W 2009 roku wraz z pierwszą reprezentacją Kostaryki wystąpił na Złotym Puchar CONCACAF. Tamten turniej piłkarze Kostaryki zakończyli na półfinale.